# حبيب صادق
حبيب عبد الحسين صادق (1931 - 1 تموز/ يوليو 2023) أديب وشاعر لبناني، كاتب وباحث، ناشط سياسي يساري، من مواليد مدينة النبطية وهو النجل الأصغر للشيخ عبد الحسين صادق. رئيس المجلس الثقافي للبنان الجنوبي، انتخب نائبا في البرلمان اللبناني في دورة العام 1992 ميلادي على لائحة التنمية والتحرير، ولكن ما لبث أن انسحب من الكتلة بعد انتخابه ليصبح من النواب المستقلين.

## مؤلفاته ومنشوراته
صنّف أكثر من عشرة كتب في الأدب والسياسة والشعر، بالإضافة إلى اشتراكه في الكثير من الدراسات التي نظّمها واصدرها المجلس الثقافي للبنان الجنوبي، هذا وقد اهتمّ حبيب صادق بجمع التراث الشعري والأدبي العاملي، وأشرف على مجموعة من الإصدارات تحت عنوان (تراث عاملي).

### في الشعر
- في زمن القهر والغضب - شعر – دار العودة – 1973
- جنوبا ترحل الكلمات – شعر – دار العالم الجديد – 1980

### في الأدب والسياسة
- مطلع النور- تمثيليات قصيرة – دار الكتاب اللبناني – 1982
- فصول لم تتم – دار الآداب - 1969
- شهادات على حاشية الجنوب – دار الفارابي – 1981
- كلمات للوطن والحرية – دار الفارابي - 1986
- قضايا ومواقف – دار الفارابي – 1990
- وجوه مضيئة في الفكر والأدب والسياسة والاجتماع- جزءان - دار الأقلام – الجزء الأول 1998 والجزء الثاني 2004
- صراع المصالح والإرادات في معركة الانتخابات النيابية 2005 – دار الأقلام – 2005
- في وادي الوطن – مقاربات في شؤون وشجونه – دار الفارابي – 2010

### مؤلفات بالاشتراك مع آخرين
- جنوب لبنان خط المواجهة الأول – بالاشتراك مع آخرين – المجلس الثقافي للبنان الجنوبي – 1980
- وجوه ثقافية من الجنوب – بالاشتراك مع آخرين – المجلس الثقافي للبنان الجنوبي – 1981
- المقاومة في التعبير الأدبي – بالاشتراك مع آخرين – المجلس الثقافي للبنان الجنوبي- 1985
- ثقافة المقاومة ومواجهة الصهيونية – بالاشتراك مع آخرين – المجلس الثقافي للبنان الجنوبي – 1989
- شيخ الأدب الشعبي: سلام الراسي – بالاشتراك مع آخرين – المجلس الثقافي للبنان الجنوبي – 1991
- مقاربات وشهادات في المشروع الصهيوني – بالاشتراك مع آخرين – المجلس الثقافي للبنان الجنوبي – 1991
- دفاع عن الآثار والمباني التاريخية – بالاشتراك مع آخرين – المجلس الثقافي للبنان الجنوبي – 1994
- الاحتلال الإسرائيلي لجنوب لبنان وتحديات المرحلة – بالاشتراك مع آخرين – المجلس الثقافي للبنان الجنوبي – 1995
- حسين مروة في مسيرته النضالية – بالاشتراك مع آخرين – المجلس الثقافي للبنان الجنوبي – 1997
- انتصارا لقيم الديموقراطية والعدالة وتقدم الإنسان – بالاشتراك مع آخرين – المجلس الثقافي للبنان الجنوبي – 2000
- تجديد الفكر السياسي من أجل التغيير – بالاشتراك مع آخرين – المجلس الثقافي للبنان الجنوبي – 2001

### مؤلفات لغيره قام بجمعها وتحقيقها وتقديمها
- معا من أجل الجنوب – جمع وتحقيق وتقديم – المجلس الثقاف للبنان الجنوبي – 1979
- الاعتداءات الإسرائيلية على جنوب لبنان – جمع توثيقي وتقديم – المجلس الثقافي للبنان الجنوبي – 1981
- دليل جنوب لبنان كتابا – إشراف، تحقيق وتقديم – المجلس الثقافي للبنان الجنوبي - الجزء الأول 1981 - الجزء الثاني 2010
- جنوب لبنان ماساة الصمود – تحرير وتحقيق وتقديم – المجلس الثقافي للبنان الجنوبي – 1981
- في رحاب الخيام – ديوان شعر الشيخ عبد الكريم صادق – جمع وتحقيق وتقديم – دار الأقلام – 1984
- الوقائع اليومية لمسيرة المقاومة اللبنانية الوطنية – جمع، إشراف، تحقيق وتقديم – المجلس الثقافي للبنان الجنوبي- 1986
- عرف الولاء - للشيخ عبد الحسين صادق – جمع وتحقيق وتقديم حبيب صادق – مؤسسة الانتشار العربي – 2005
- طائر الحرية – ديوان شعر للأسير ياسر حسين خنجر – تقديم وإشراف وتحقيق – دار الفارابي – 2003
- ديوان شاعرة الجنوب بسينة فخري – تقديم وجمع وتحقيق - الانتشار العربي – 2006
- سقط المتاع – الشيخ عبد الحسين صادق – جمع وتحقيق وتقديم – الانتشار العربي – 2007
- في أدب العراق الحديث – لعبد الرضا صادق – إشراف وتحقيق وتقديم – دار الفارابي – 2009

## العضويات
- عضو اتحاد الكتاب العرب
- عضو جمعية الدراسات والبحوث
- أمين عام المجلس الثقافي للبنان الجنوبي
- نائب سابق في البرلمان اللبناني

## في المجلس الثقافي للبنان الجنوبي
- عضو في الهيئة العامة منذ العام 1967.
- عضو الهيئة الإدارية (أمين صندوق) وعضو المكتب التنفيذي في الأعوام 1967 - 1969.
- عضو الهيئة الإدارية في دورتي الأعوام 1971 - 1973
- الأمين العام للمجلس منذ العام: 1975 وحتى العام 2012

## الوفاة
توفي حبيب صادق في 1 يوليو 2023 عن عمر ناهز الثانية والتسعين.